# Subura
De Subura was de naam van een wijk in het oude Rome. De wijk was gelegen in het dal tussen de Viminaal en de Esquilijn.
De wijk werd doorsneden door het Argiletum, dat verderop overging in de Clivus Suburanus. Veel van de bebouwing in de wijk was hoogbouw, de zogenoemde insulae. Deze hoogbouw en voornamelijk de bewoners ervan (vooral arme Romeinen) zorgde er onder andere voor dat de vicus al in de oudheid een slechte naam had. Veel klassieke schrijvers beschrijven de Subura in niet mis te verstane termen zoals rumoerig, vies en verblijfplaats van prostituees. Bovendien kwamen er door de dichte bebouwing vaak branden voor.
Bovenstaande factoren zorgden ervoor dat Augustus bij de bouw van het forum van Augustus een hoge muur tussen zijn forum en de Subura liet oprichten.
Tegenwoordig maakt de Subura deel uit van de Rione Monti (Rome). 
Niet alleen de arme Romeinen woonden in de Subura, volgens Suetonius woonde ook Gaius Julius Caesar er voordat hij Pontifex maximus werd.
De Latijnse dichter Marcus Valerius Martialis vermeldt de Subura-wijk en de Clivus Suburanus in een epigram, gericht aan zijn tijdgenoot en schrijver Plinius de Jongere:
"Brevis est labor peractae altum vincere tramitem Suburae."
 "Het is maar een kleine moeite de steile dwarsweg te bedwingen, die de Subura-wijk in twee deelt.".— Martialis, Epigrammen, X-20

## Galerij

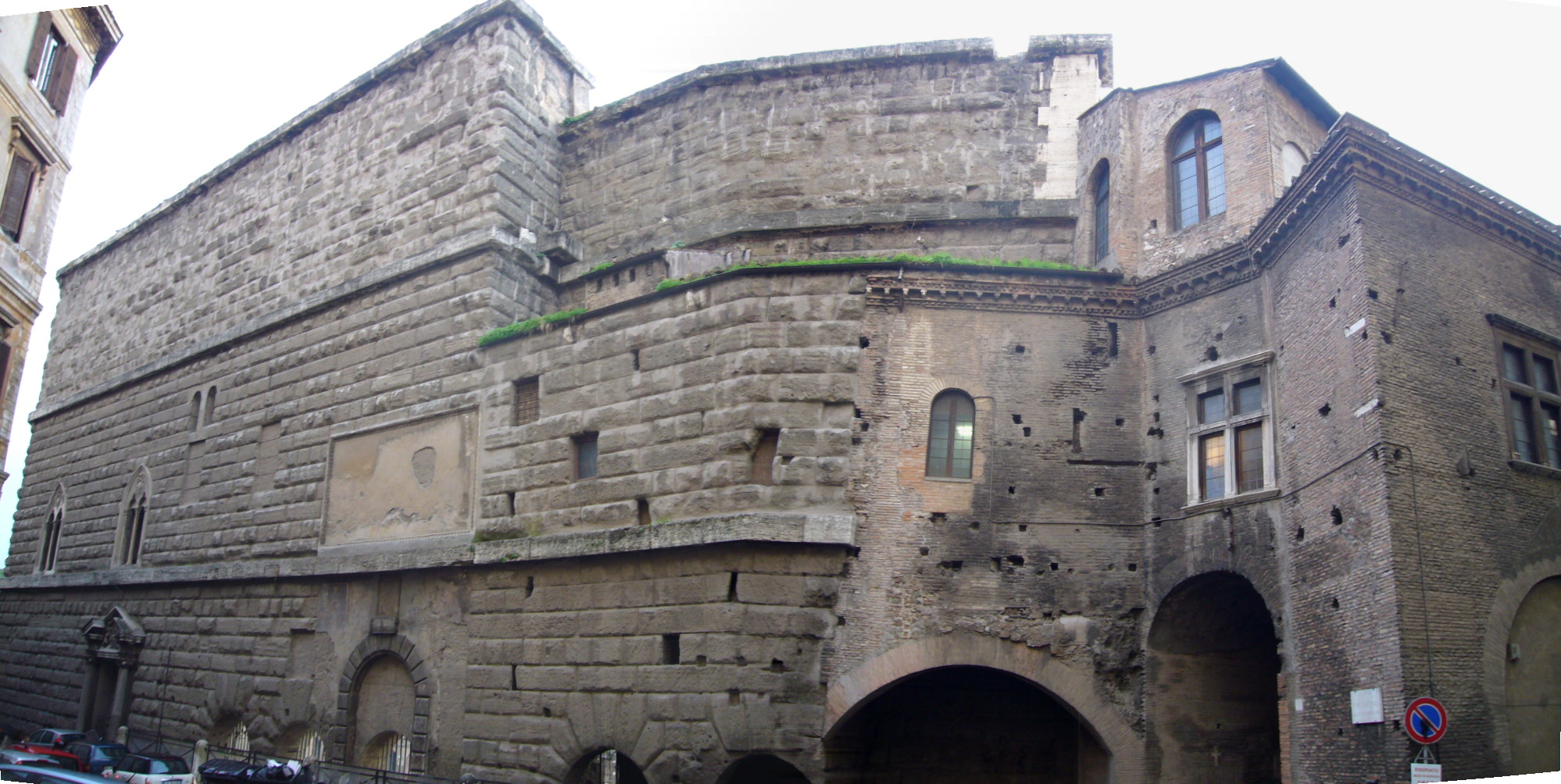
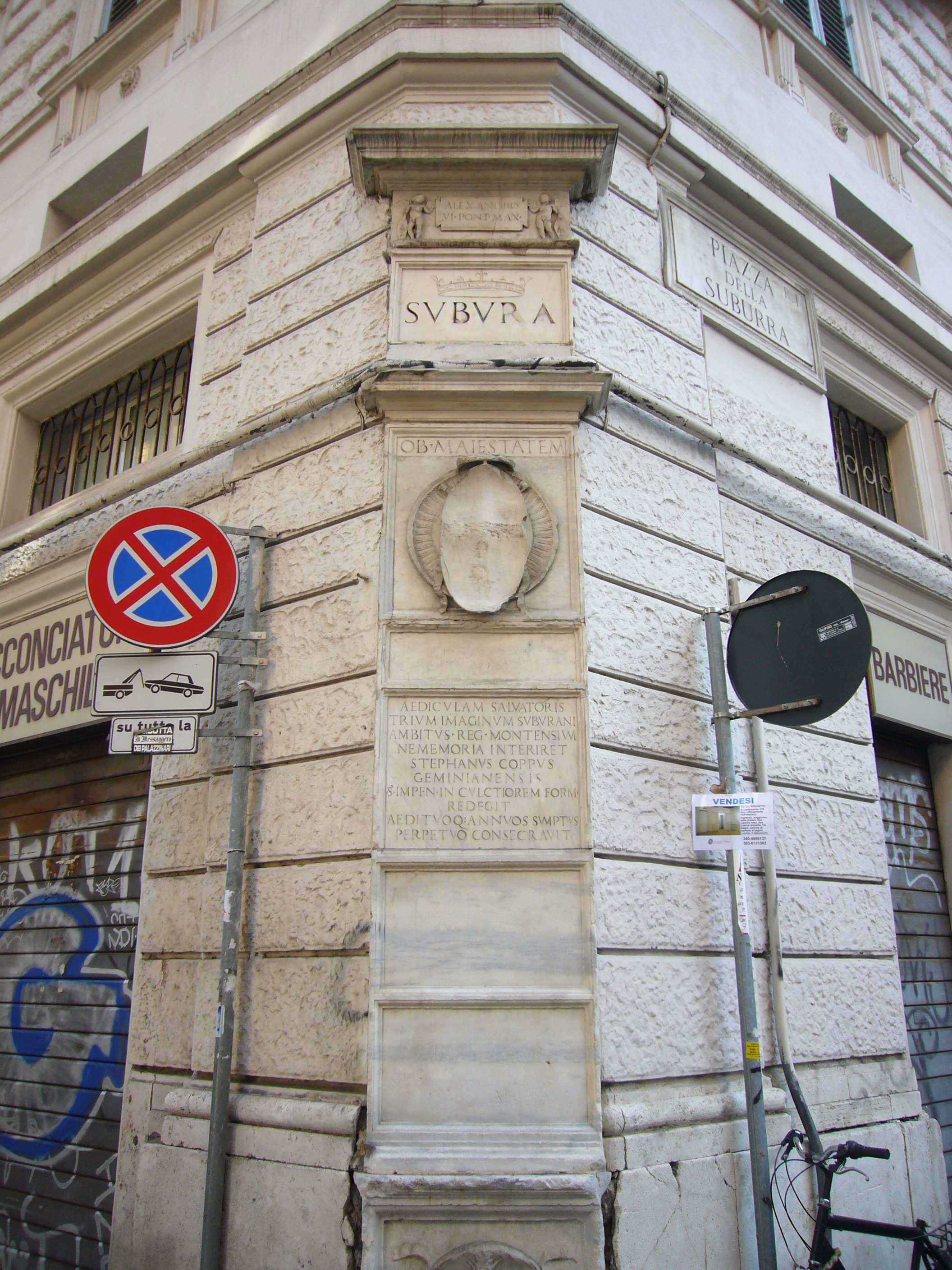
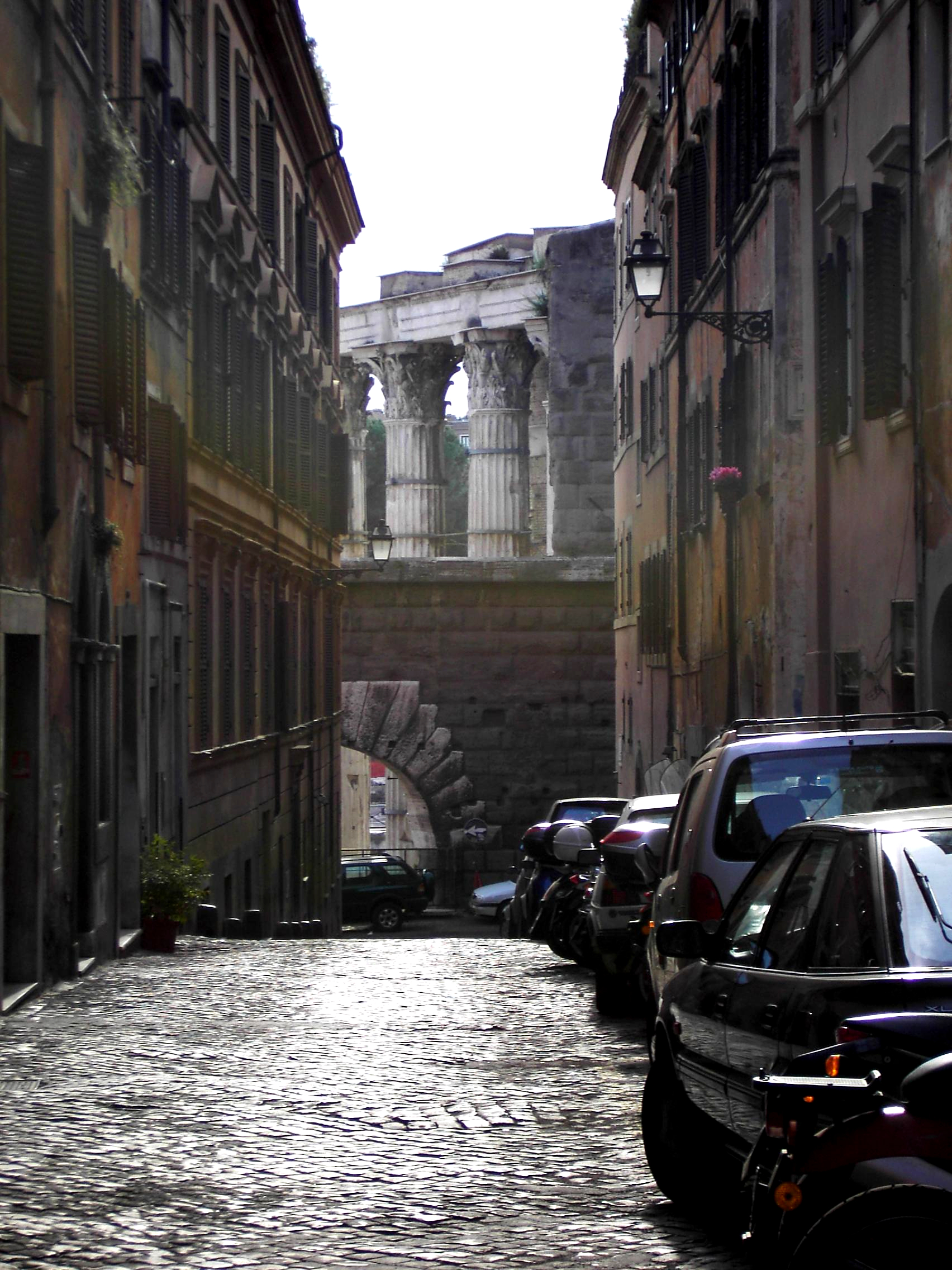